# 모학 칼리지

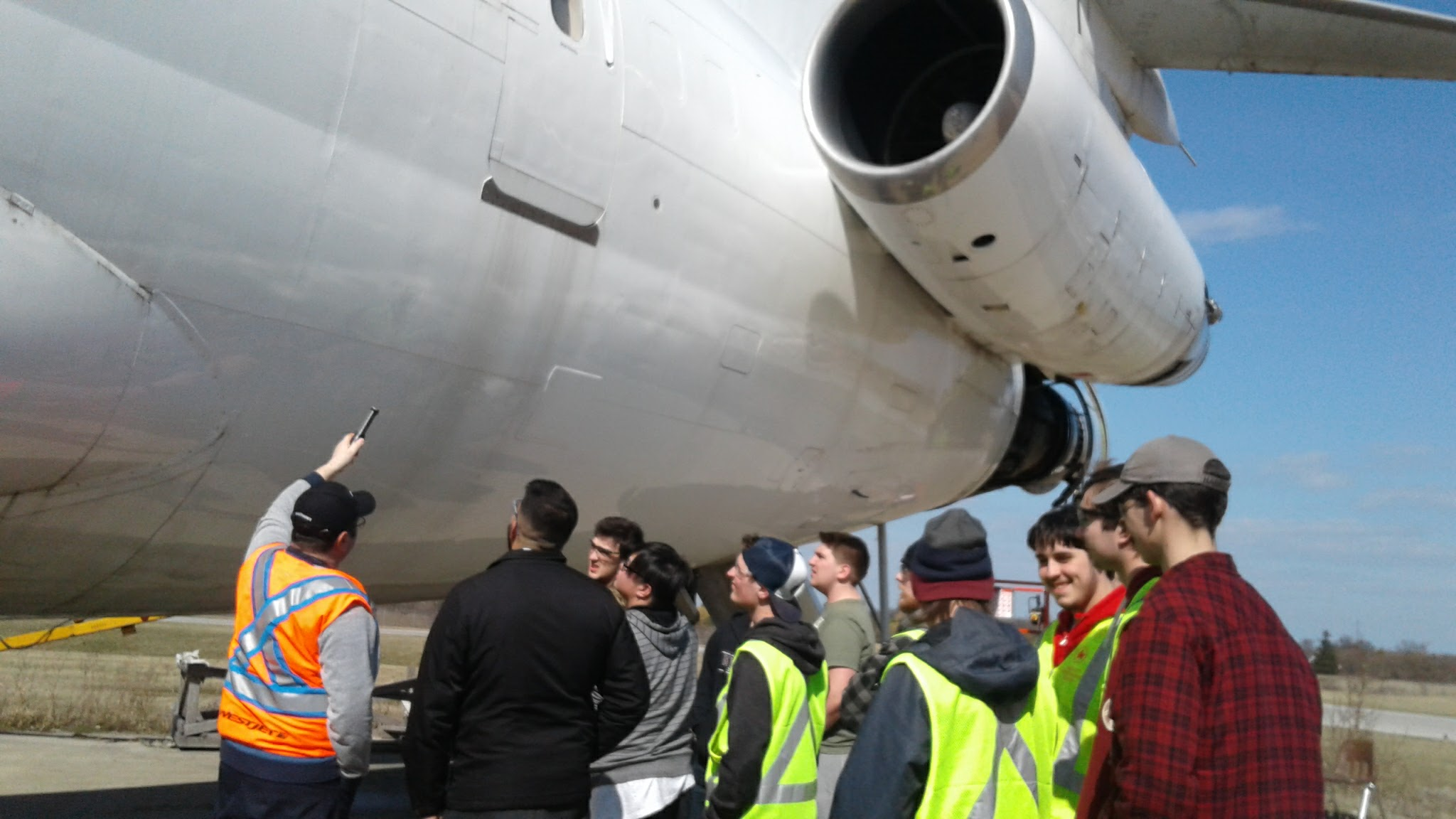
Mohawk college aviation maintenance

모학 칼리지(모학 응용 예술 및 기술 전문대학, Mohawk College Applied Arts and Technology)는 캐나다 온타리오주 해밀턴시에 메인 캠퍼스가 있는 공립 대학교이며, 스토니 크릭과 맥마스터 대학교 안의 Mohawk-McMaster Institute for Applied Health Sciences까지 총 4개의 캠퍼스를 가지고 있다. 2014년 기준으로 1,000여 명 이상의 교수진들이 100개 이상의 전문 학사 과정, 대학원 과정, 실습생 과정에서 12,500여 명의 full-time 학생들, 4,000여 명의 실습생들, 46,000여 명의 continuing education 학생들과 1,800여 명의 국제유학생들을 지도하고 있다. 모학 칼리지는 설립된 1966년 이래로 115,000명 이상이 졸업생들을 배출하였다.

## 캠퍼스

### 페널 캠퍼스 (Fennell Campus)
페널 캠퍼스는 해밀턴 시의 거리를 본딴 이름으로 가장 큰 캠퍼스이다. 이곳은 회계, 인적 자원, 미술, 통신과학과 공학기술을 가르친다.

### STARRT 기관
스토니 크릭에 있으며 견습생들 위한 캠퍼스이다.

### 모학 - 맥마스터 IAHS
맥마스터 대학교 안에 있는 작은 캠퍼스이며 의학, 간호학, 그리고 건강학을 가르친다.

## 전공
2년제 온타리오 전문학사 과정, 3년제 온타리오 어드밴스드 전문학사 과정, 1년제 온타리오 준석사 과정과 4년제 맥마스터 대학교. 협력 학사 과정을 제공한다.
현재 100개 이상의 정규 과정과 실습 과정과, 1,000개 이상의 평생 교육 과정을 제공하고 있다.
의학과 공학에 특화되어있으며, 온타리오에서 가장 큰 실습 교육장이다기도 하다.
점점 증가하는 해밀턴 이민자를 지원하기 위해, 의학과 공학 분야에서 해외에서 훈련받은 전문가들을 위한 영어 교육과 혁신적인 브리지 전공을 제공한다.

## 미디어
101.5 The Hawk라는 자체 라디오 방송국을 보유하고 있고, 온라인 학생 신문(ignitenews.ca).을 발행한다.

## 도서관
5개의 도서관을 보유하고 있으며, 그 중 하나는 e-Library로 운영된다.